# Chantier-Musil
Chantier-Musil est un spectacle de danse contemporaine créé par François Verret et sa troupe en 2003.

## Historique
Écrit en 2002, ce spectacle qui aurait dû être créé la même année, s'est finalement donné en première le 13 mai 2003 au théâtre national de Bretagne à Rennes en raison d'un accident physique de l'interprète principal Mathurin Bolze, repoussant d'une année la création.

## Présentation générale
Le spectacle a lieu sur une scène encombrée de barres de métal, de cordes, d'élastiques, de planches en bois qui seront découverts qu'au fur et à mesure de la danse. Les barres de métal et les planches de bois sont utilisées à faire des échafaudages au milieu desquels les danseurs évoluent. Des dessins faits en direct par le jeune graphiste Vincent Fortemps sont projetés sur un grand écran situé au centre.
Les artistes arrivent sur scène par le haut des échafaudages et s'élancent dans le vide en se rattrapant à quelques barres. Pour le spectateur, chaque mouvement paraît si naturel qu'il pourrait croire qu'il s'agit d'une improvisation.

## Fiche technique
- Metteur en scène/chorégraphie : François Verret
- Interprètes : Mathurin Bolze, Irma Omerzo, Dimitri Jourde...
- Scénographie : Claudine Brahem et Vincent Fortemps
- Musique : Jean-Paul Drouet et Fred Frith
- Création : 13 mai 2003 au théâtre national de Bretagne à Rennes
- Coproduction : Théâtre national de Bretagne, Théâtre de la Ville, Festival d'Avignon et Kunsten Festival des arts de Bruxelles.